# 16092 Anudeepgolla
A 16092 Anudeepgolla (ideiglenes jelöléssel (16092) 1999 TP171) a Naprendszer kisbolygóövében található aszteroida. A LINEAR projekt keretében fedezték fel 1999. október 10-én.